# Louis Joseph Seutin

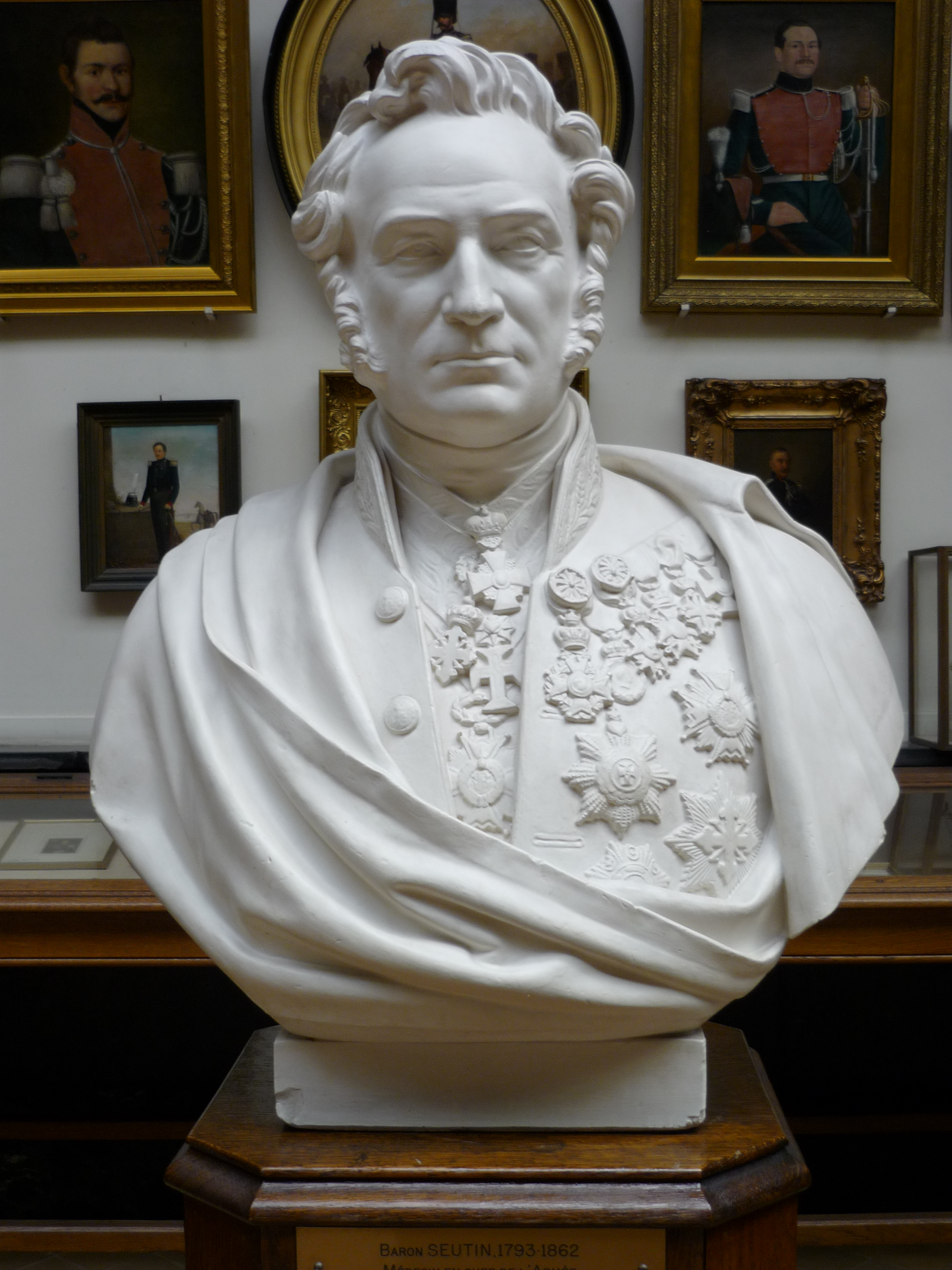
Büste von Louis Joseph Baron Seutin

Louis Joseph Baron Seutin (* 19. Oktober 1793 in Nivelles; † 6. Februar 1862 in Brüssel) war ein belgischer Chirurg.
Seutin studierte Medizin und nahm in jungen Jahren als Arzt an der Schlacht bei Waterloo teil.
Er wurde 1830 nach der Unabhängigkeit Belgiens Oberarzt der belgischen Armee und gleichzeitig Leibarzt des belgischen Königs Leopold I. Seutin führte 1834 den Kleisterverband mit Pappe zur Behandlung von Knochenbrüchen ein. Dieser Verband wurde von Bernhard Bardenheuers Heftplaster-Extensionsverband und später vom Gipsverband abgelöst, hielt sich aber noch bis ins beginnende 20. Jahrhundert.
1834 wurde Seutin Chef-Chirurg am St. Peter’s Hospital und wurde gleichzeitig Professor für Chirurgie. 1848 wandte er als erster Chloroform zur Anästhesie eines Kindes an, dessen Beinbruch geschient werden musste. Seine verbesserten Methoden der Hygiene führten auch zu einem Rückgang der Todesrate von Müttern im Wochenbett.
1852 wurde er zum Mitglied der Leopoldina gewählt, 1853 wurde Seutin zum Senator ernannt. Er starb am 6. Februar 1862 in Brüssel.

## Schriften
- Du treitement des fractures par l’appareil inamovible. Brüssel 1835.